# Acel blestemat tren blindat

Afișul original al filmului

Acel blestemat tren blindat (titlu original: în italiană Quel maledetto treno blindato) este un film italian dramatic de acțiune de război din 1978 regizat de Enzo G. Castellari. Scenariul este realizat de Sandro Continenza, Sergio Grieco, Franco Marotta, Romano Migliorini și Laura Toscano. Rolurile principale au fost interpretate de actorii Bo Svenson, Fred Williamson și Peter Hooten. Coloana sonoră a fost compusă de Francesco De Masi. Filmul – care prezintă un grup de prizonieri care au fost pregătiți într-o misiune specială de război în 1944 – este un remake al filmului american The Dirty Dozen (1967). 
Filmul a atras din nou atenția criticilor după ce Quentin Tarantino a folosit titlul în engleză al filmului (The Inglorious Bastards) ca sursă de inspirație pentru titlul filmului său Inglourious Basterds (2009). Filmul lui Tarantino nu este un remake al filmului italian, dar are câteva referiri, inclusiv apariția actorului Bo Svenson în rolul colonelului american.

## Distribuție
- Bo Svenson - lt. Robert Yeager
- Fred Williamson - soldatul Fred Canfield
- Peter Hooten - Tony
- Michael Pergolani - Nick
- Jackie Basehart - Berle
- Ian Bannen - col. Charles Thomas Buckner
- Michel Constantin - Veronique
- Debra Berger - Nicole
- Donald O'Brien - comandant SS

## Primire
A avut premiera la 8 februarie 1978 în Italia.